# Kerehikapa
Kerehikapa is een eiland in de Salomonseilanden en ligt tussen Santa Isabel en Choiseul.. Het is 4 vierkante kilometer groot.
De volgende zoogdieren (allemaal vleermuizen) komen er voor:
- Dobsonia inermis
- Macroglossus minimus
- Nyctimene major
- Pteropus woodfordi
- Pipistrellus papuanus (onzeker)